# 1 E8 m²
 (mars 2025).
- Si vous ne connaissez pas le sujet, laissez ce bandeau (vous pouvez alors contacter les auteurs).
- Si vous supprimez le contenu mis en cause (vous pouvez préalablement contacter les auteurs),

argumentez précisément cette suppression dans la page de discussion
(un manque de référence n'est pas un argument ; une recherche réelle de référence doit avoir été effectuée, être formellement documentée).
 (mars 2025).
Motif : Groupe de listes sans sources, uniquement liées entre elles par Modèle:Palette Comparaison ordres de grandeur de surface. Wikipédia:Ce que Wikipédia n'est pas#Un annuaire ou une base de données
- Archive Wikiwix
- Bing
- Cairn
- DuckDuckGo
- E. Universalis
- Gallica
- Google
- G. Books
- G. News
- G. Scholar
- Persée
- Qwant
- (zh) Baidu
- (ru) Yandex
- (wd) trouver des œuvres sur Wikidata

| 1. | Préciser le motif de la pose du bandeau. | Précisez le motif de la pose du bandeau en utilisant la syntaxe suivante : {{admissibilité à vérifier\|date=mars 2025\|motif=remplacez ce texte par le motif}}               |
| 2. | Informer les utilisateurs concernés.     | Pensez à avertir le créateur de l'article, par exemple, en insérant le code ci-dessous sur sa page de discussion : {{subst:avertissement admissibilité à vérifier\|1 E8 m²}} |

Pour aider à comparer les ordres de grandeur des différentes superficies, voici une liste de superficie de l'ordre de 108m2, soit 100 km2 :
- 105 km2 : Paris
- 121 km2 : Sainte-Hélène
- 160 km2 : Liechtenstein
- 177 km2 : Washington, DC
- 260 km2 : Niue
- 216 km2 : Malte
- 360 km2 : Bande de Gaza
- 468 km2 : Andorre
- 496 km2 : Prague
- 570 km2 : île de Man
- 582 km2 : lac Léman
- 647 km2 : Singapour
- 754 km2 : Dominique
- 835 km2 : New York
- 892 km2 : Berlin